# Kvinnokagalen
Kvinnokagalen var under de så kallade ofärdsåren i Finland i början 1900-talet en systerorganisation för kvinnor till Kagalen, som bedrev passivt motstånd mot Nikolaj Bobrikovs russificeringspolitik. 
Kvinnokagalen, som var Finlands första politiska organisation för kvinnor, bildades 1902 hemma hos Tekla Hultin. Andra framstående medlemmar var Aino Malmberg, Cely Mechelin, Dagmar Neovius, Aline Pipping och Annie Furuhjelm. Medlemmarna hjälpte Kagalen med att sprida illegalt tryckta tidningar och att göra Finlands kamp känd i världen. Organisationen arbetade också med att väcka motståndsanda bland kvinnorna i Finland och uppmuntra dem att förhindra barnen att lära sig ryska, samt samlade i hemlighet in pengar till Kagalens illegala verksamhet. I likhet med den manliga Kagalen upplöstes också Kvinnokagalen efter storstrejken 1905, men dess medlemmar höll kontakten genom träffar ännu under 1940-talet.
I de skildringar av Kagalens verksamhet som skrevs efter det att Finland blivit självständigt tenderade kvinnornas medverkan att glömmas bort. De kvinnor som deltagit i det hemliga arbetet uppfattade ändå att Kvinnokagalens verksamhet hade haft en stor betydelse för kvinnlig medborgerlighet och för kvinnosaken i Finland: för många kvinnor hade detta varit första gången de (med risk för sin personliga säkerhet) utövade politiskt aktivism. Det var således kanske inte någon slump att många av de kvinnor som hade fått värdefull erfarenhet av aktivism inom Kvinnokagalen också stod i spetsen när frågan om politisk rösträtt för kvinnor aktualiserades mot slutet av den så kallade första förryskningsperioden under åren 1904–1906. Till dessa kvinnor hörde bland andra Dagmar Neovius, Tekla Hultin, Jenny af Forselles, Annie Furuhjelm, Hedvig Sohlberg och Helena Westermarck. Helena Westermarck som senare fick i uppdrag att skriva Kvinnokagalens historia, menade till och med att de kvinnor som deltog i Kvinnokagalens arbete genom sitt mod och sin beslutsamhet hade visat sig som fullvärdiga medborgare och därför belönades med rösträtt i och med lantdagsreformen 1906, då de finländska kvinnorna beviljades rösträtt i politiska val.
Kvinnokagalens arkiv förvaras i dag i Riksarkivet i Helsingfors. 